# Al-Muhtadee Billah
Al-Muhtadee Billah (ur. 17 lutego 1974 w Bandar Seri Begawan) – najstarszy syn sułtana Brunei, Hassanala Bolkiaha i książę koronny tego kraju (następca tronu).

## Życiorys
Al-Muhtadee Billah urodził się 17 lutego 1974 roku w Bandar Seri Begawan. Jest najstarszym synem sułtana Brunei, Hassanala Bolkiaha i jego pierwszej żony Salehy.
Po ukończeniu szkoły średniej w Brunei, w latach 1995–1997 studiował na Uniwersytecie Oksfordzkim. W 1998 roku w Bandar Seri Begawan uzyskał dyplom ukończenia studiów z zakresu dyplomacji.
10 sierpnia 1998 roku został oficjalnie mianowany następcą tronu Brunei. 25 marca 2004 roku ojciec mianował go generałem Królewskich Sił Zbrojnych Brunei, a 5 maja 2005 roku zastępcą Generalnego Inspektora Policji. Od 24 maja 2005 roku książę pełni funkcję Senior Minister w urzędzie premiera Brunei, którym jest jego ojciec.
9 września 2004 roku poślubił Pengiran Anak Sarah w Bansar Seri Begawan. Para ma czworo dzieci:
- syna Abdula Muntaqima (ur. 17 marca 2007),
- córkę Muneerah Madhul Bolkiah (ur. 2 stycznia 2011),
- syna Muhammada Aimana (ur. 7 czerwca 2015).
- córkę Faathimah Az-Zahraa (ur. 1 grudzień 2017).

Al-Muhtadee Billah jest entuzjastą snookera oraz poola i reprezentuje Brunei w zawodach międzynarodowych. Jest również właścicielem klubu piłkarskiego DPMM FC.